# 汤姆孙环形山
汤姆孙环形山(Thomson)是月球背面位于智海内东部的一座大型古撞击坑，约形成于前酒海纪，其名称取自英国物理学家约瑟夫·约翰·汤姆孙爵士(1856年-1940年)，1970年被国际天文学联合会正式批准接受。

## 描述

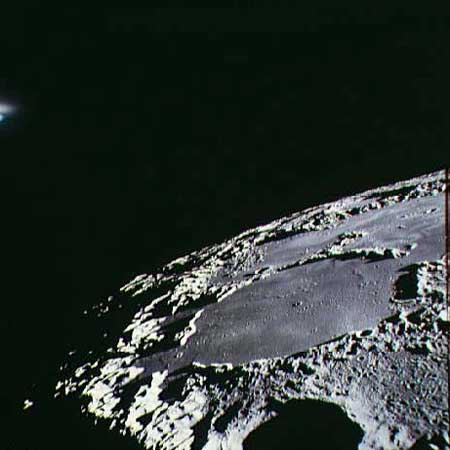
阿波罗15号拍摄的汤姆孙环形山照片，在它的下方可看到泽林斯基环形山。

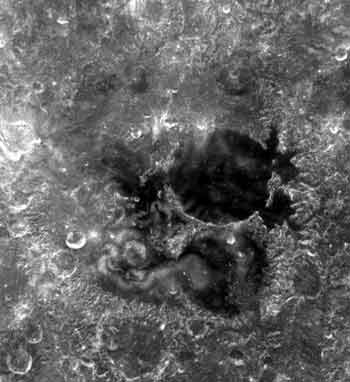
智海及汤姆孙环形山

该陨坑西侧毗邻奥戴环形山；北面靠近泽林斯基环形山；范德格拉夫环形山和伯克兰环形山位于它的东北；东南和西南分别坐落着莱布尼兹环形山和奥布鲁切夫环形山。该环形山的中心月面坐标为32°19′S 166°02′E / 32.32°S 166.04°E，直径117.3公里，
深度2.9公里。
汤姆孙环形山表面已被幽暗的玄武质熔岩淹没，只剩下狭窄的侧壁顶端裸露在表面之上，沿东西二侧及东南侧边缘各有一处宽阔的峪口，构成二道横亘在坑底南北相向的"弯月形"山脉；而陨坑的南侧则连接了一座形态和大小都类似的残存撞击坑-也已被熔岩覆盖的卫星坑"汤姆孙 M"。环形山的坑底表面分布着一些短线条般的次生坑。
由于该环形山位于智海中，其坑底的玄武质熔岩呈高反照率的涡旋状结构，类似月球正面的赖纳尔伽玛特征。

## 卫星陨石坑

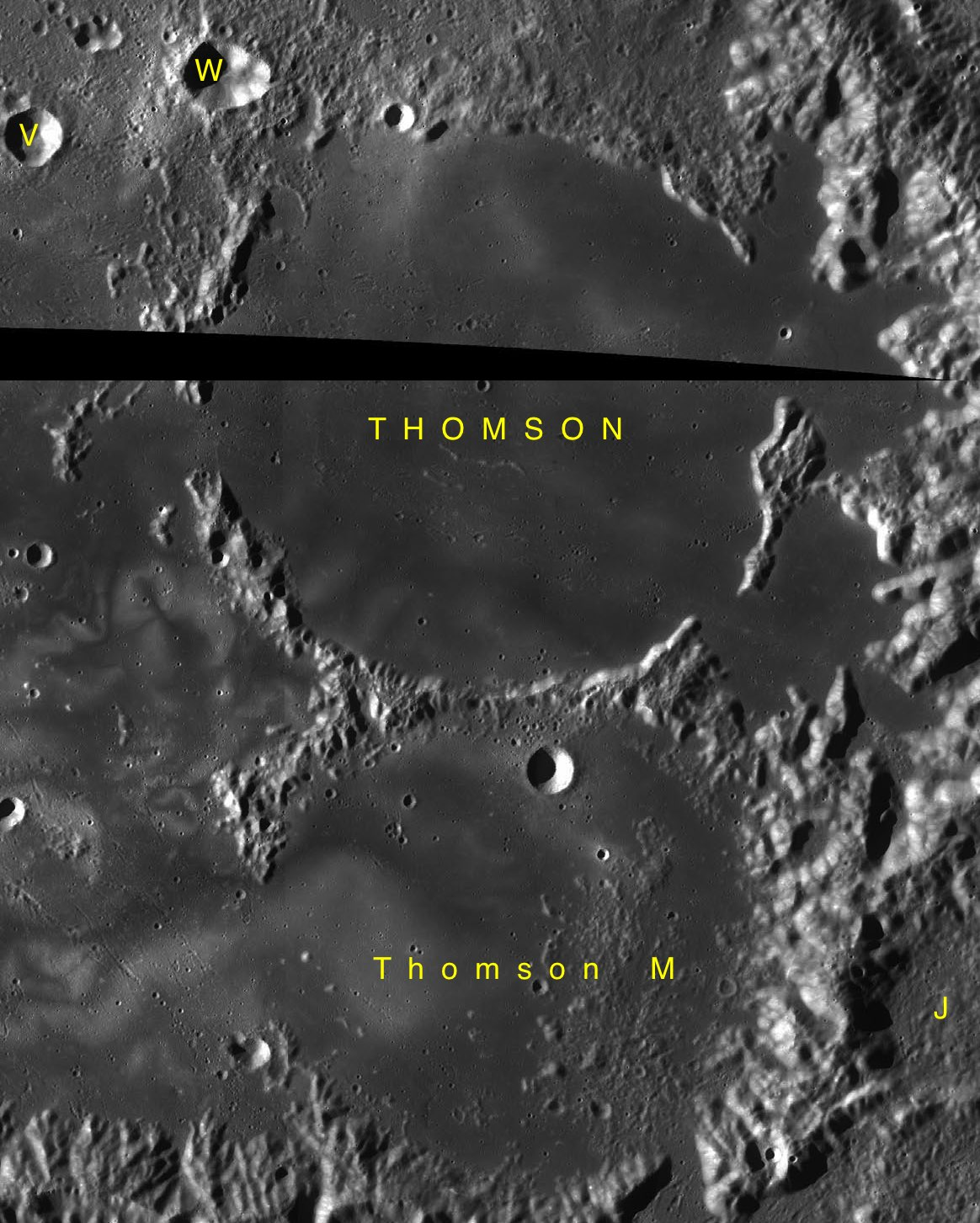
LAC-103和LAC-119拼接图

按惯例，最靠近汤姆孙环形山的卫星坑在月图上以字母标注在该坑中心点的旁边。
| 汤姆孙 | 纬度    | 经度     | 直径     |
| ------ | ------- | -------- | -------- |
| J      | 35.9° S | 169.6° E | 44 公里  |
| M      | 35.7° S | 166.0° E | 119 公里 |
| V      | 30.7° S | 162.2° E | 13 公里  |
| W      | 30.2° S | 163.3° E | 17 公里  |

- 卫星坑"汤姆孙 M"形成于卫星坑"汤姆孙 M"[1]。

## 另请参阅
- Andersson, L. E.; Whitaker, E. A. . NASA RP-1097. 1982.
- Blue, Jennifer. . USGS. July 25, 2007  [2007-08-05]. （原始内容存档于2012-04-08）.
- Bussey, B.; Spudis, P. . New York: Cambridge University Press. 2004. ISBN 978-0-521-81528-4.
- Cocks, Elijah E.; Cocks, Josiah C. . Tudor Publishers. 1995. ISBN 978-0-936389-27-1.
- McDowell, Jonathan. . Jonathan's Space Report. July 15, 2007  [2007-10-24]. （原始内容存档于2012-05-26）.
- Menzel, D. H.; Minnaert, M.; Levin, B.; Dollfus, A.; Bell, B. . Space Science Reviews. 1971, 12 (2): 136–186. Bibcode:1971SSRv...12..136M. doi:10.1007/BF00171763.
- Moore, Patrick. . Sterling Publishing Co. 2001. ISBN 978-0-304-35469-6.
- Price, Fred W. . Cambridge University Press. 1988. ISBN 978-0-521-33500-3.
- Rükl, Antonín. . Kalmbach Books. 1990. ISBN 978-0-913135-17-4.
- Webb, Rev. T. W.  6th revised. Dover. 1962. ISBN 978-0-486-20917-3.
- Whitaker, Ewen A. . Cambridge University Press. 1999. ISBN 978-0-521-62248-6.
- Wlasuk, Peter T. . Springer. 2000. ISBN 978-1-85233-193-1.